# Mont Biei
Le mont Biei (美瑛岳, Biei-dake) est un stratovolcan du groupe volcanique Tokachi en Hokkaidō au Japon. La montagne, qui culmine à 2 052 m d'altitude, se trouve entre le mont Tokachi plus élevé au sud-ouest et le Biei Fuji moins élevé au nord-est. Il se trouve sur le territoire de la ville de Biei et la limite avec la ville de Shintoku passe sur son versant oriental.

## Géologie
La montagne est essentiellement composée de roche mafique non-alcaline du Pléistocène moyen.